# Турманн, Педер Каппелен

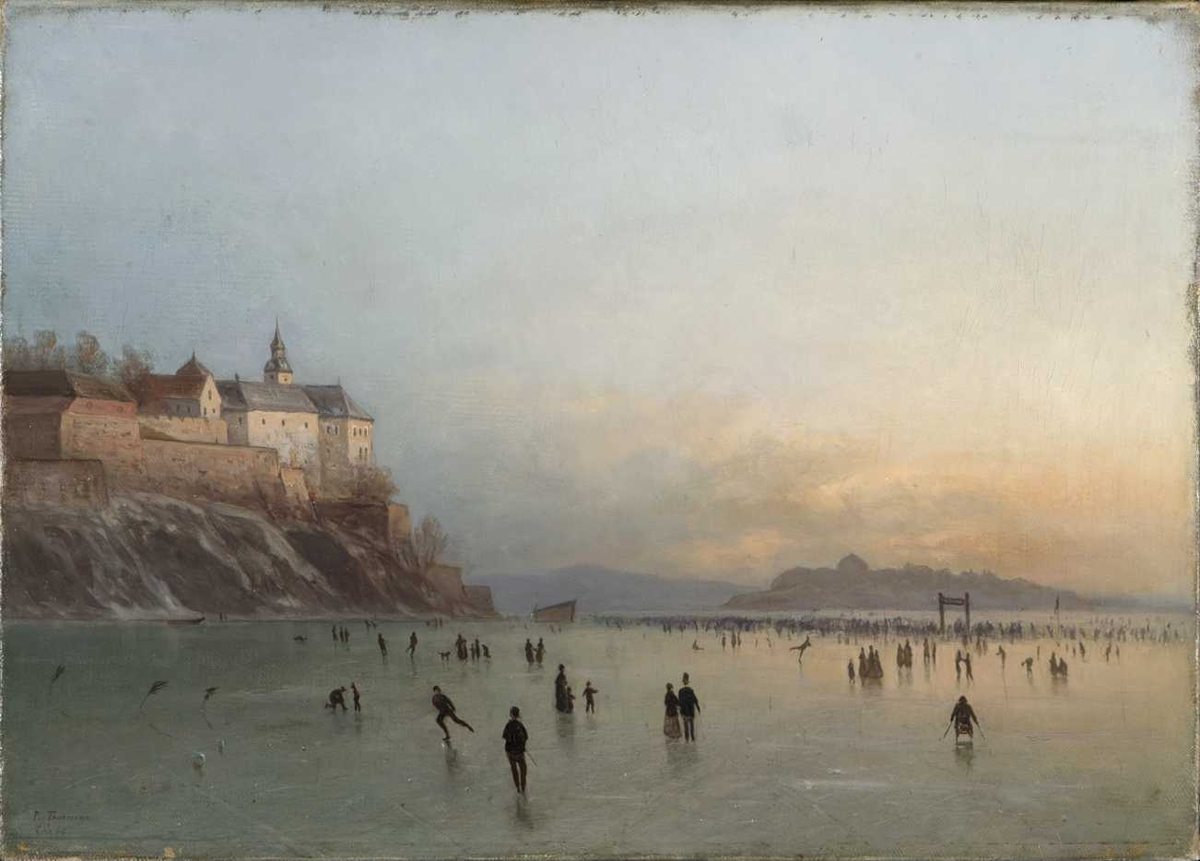
Ландшафт с катанием на коньках и видом на Акерсхус. Музей Осло.

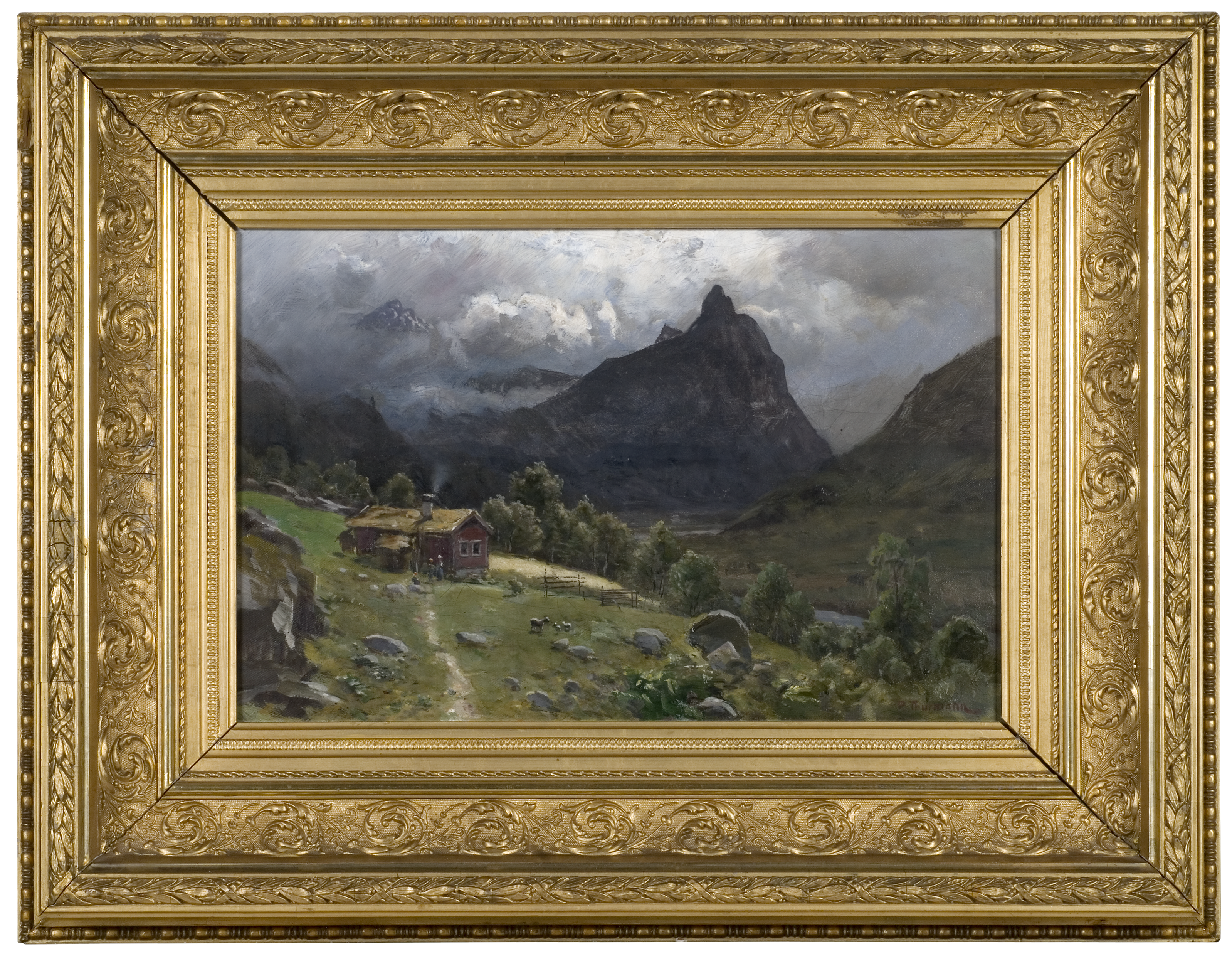
Горный ландшафт. Национальный музей Швеции.

Педер Каппелен Турманн (нем. Peder Cappelen Thurmann; 18 марта 1839 в Халден, Норвегия — 21 мая 1919 в Осло, Норвегия) — норвежский художник-пейзажист Дюссельдорфской школы живописи.

## Биография
Педер Турманн был сыном священника Карла Фредрика Турманна и Оттилии Кристины Оттезен, позже приходился также деверем епископу-миссионеру Нильсу Аструпу (1843—1919). В 1854 году он посещал Королевскую художественную школу Христиании (так назывался тогда Осло). Вполне вероятно, что Турманн брал уроки у Иоахима Фриха (Joachim Frich). Затем, как и многие норвежские художники того времени, отправился учиться в Дюссельдорф, где с 1856 по 1859 год являлся студентом знаменитой академии художеств. Там его учителями стали художники немец Йозеф (Josef Wintergerst) и норвежец Ханс Гуде.
После этого Турманн прожил несколько лет в Мюнхене, откуда он совершал учебные командировки по Баварии и в Италию. В Мюнхене он женился на Анне Марие Катарине Энзингер (1842—1925), родившей ему восьмерых детей.
В 1869 году Педер Турманн начинает преподавать в Королевской художественной школе в Христиании, а с 1884 по 1912 год занимает в ней должность старшего преподавателя. В 1873—1875 годы Педер Турманн заменяет Мортена Мюллера в частной художественной школе Иохана Фредрика Эккерсберга, которую перенял Кнуд Бергслин. Его учеником был Николай Ульфстен (Nikolai Ulfsten). С 1870 года он предпринимал ещё несколько художественных командировок, побывав в Австрии и Италии, Дании (в 1888 году и после 1894 года), а также в Германию (в 1890 году).